# Thüngen
Thüngen ist ein Markt im unterfränkischen Landkreis Main-Spessart. Er ist Mitglied der Verwaltungsgemeinschaft Zellingen.

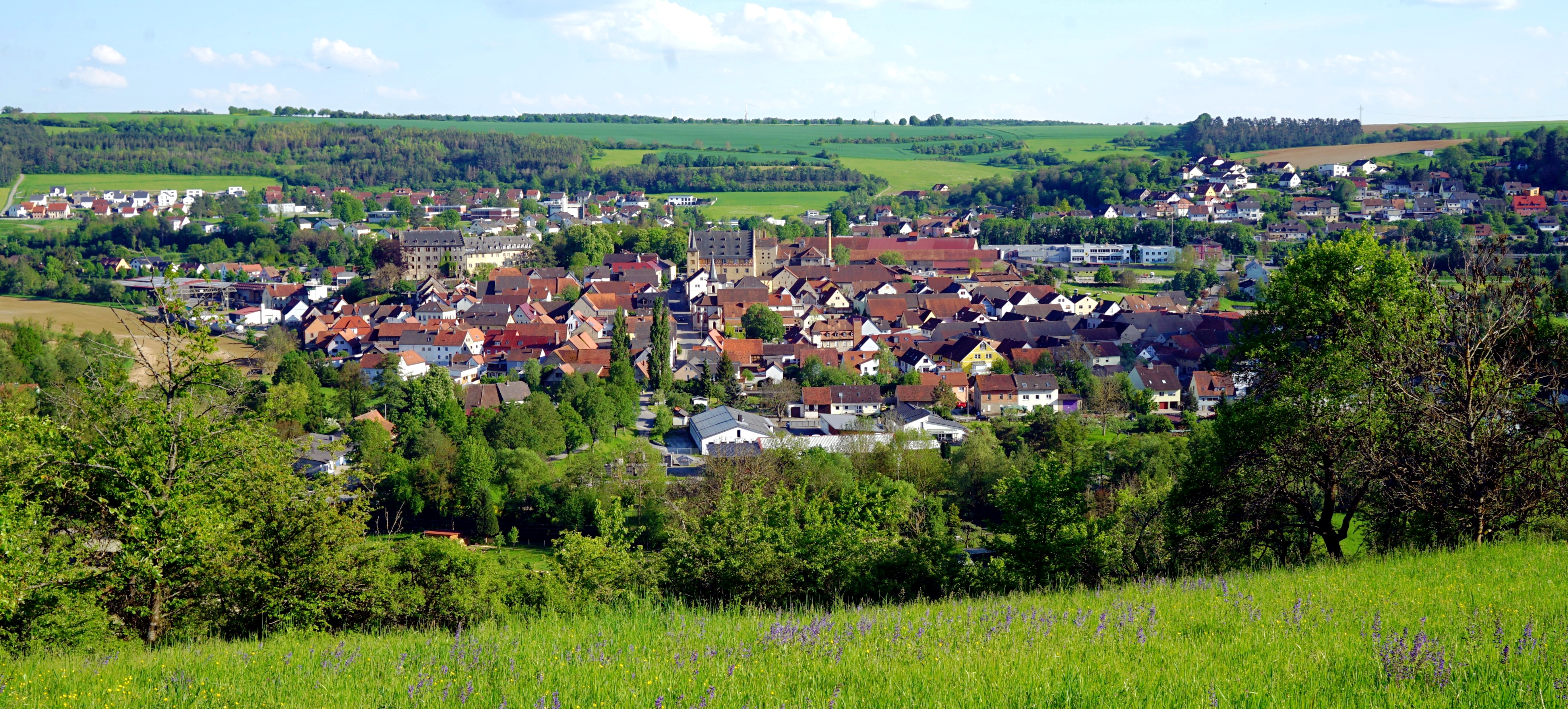
Ansicht von Norden (Weinberg)

## Geografie

### Geografische Lage
Thüngen liegt in der Region Würzburg, 25 km nördlich von Würzburg und 30 km westlich von Schweinfurt, im nördlichen Maindreieck an der Wern.

### Gemeindegliederung
Thüngen hat nur einen Gemeindeteil. Es gibt nur die Gemarkung Thüngen.

## Name

### Etymologie
Wovon sich der Ortsname Thüngen tatsächlich ableitet, ist nicht genau bekannt. Es werden drei Erklärungen genannt:
- Der Namen des Ortes Thüngen könnte sich von Thing ableiten. Als Ding, historisierend Thing (germanisch, altnordisch und neuisländisch: Þing, interskandinavisch: Ting, oder Thie bzw. Tie) wurden Volks- und Gerichtsversammlungen nach dem alten germanischen Recht bezeichnet. Dies würde auf einen Ort hindeuten, an dem solche Versammlungen durchgeführt wurden.

- Der Name Thungidi bzw. Tungede ist keltischen Ursprungs oder beruht auf einer ursprünglich römischen Ortsbezeichnung.

- Dem Namen liegt das althochdeutsche Wort thung, das „unterirdisches Gemach“ bedeutet, zugrunde. Es wurde durch das Kollektivsuffix -idi abgeleitet.[4]

### Frühere Schreibweisen
Frühere Schreibweisen des Ortes aus diversen historischen Karten und Urkunden:
| - 788 Tungede - 790 Tungide - 1100 Duengethi - 1135 Tungedin - 1136 Tungeden | - 1259 Tungede - 1303 Tungden - 1325 Tuengede - 1345 Tuengen - 1536 Thüngen |

## Geschichte

### Bis zum 16. Jahrhundert
Am 19. April 788 wird der Ort Thüngen erstmals urkundlich erwähnt. Im Codex Eberhardi ist eine Abschrift dieser Schenkungsurkunde enthalten. In ihr heißt es:

„Manto comes et frater eius Megingoz tradiderunt sancto Bonifacio bona sua in his locis: Isinhusen, Wanchei, Heselere, Tungede, Binizfelt, Hoholtesheim, Steti, Bucheled.“

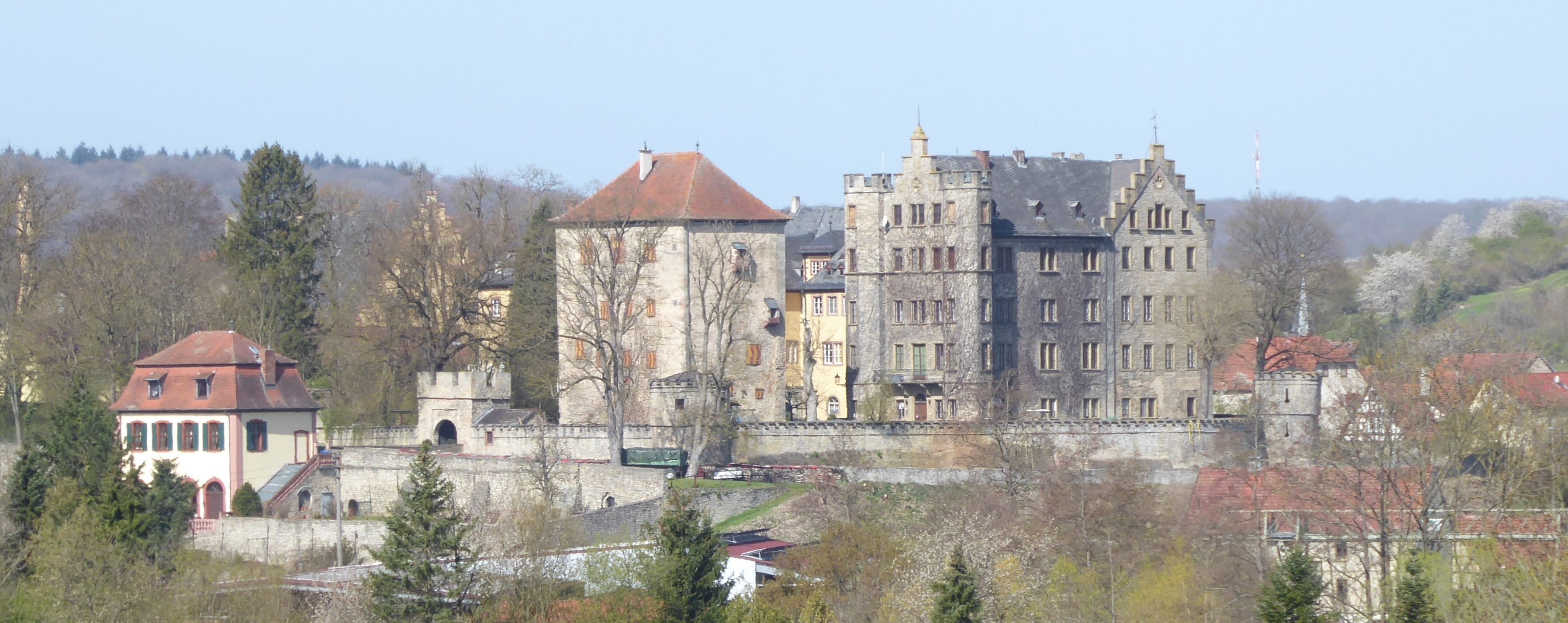
Ostansicht des Schlosses der Freiherren von Thüngen

Bis circa 1200 befand sich der Ort unter der Herrschaft einer Nebenlinie der Grafen von Henneberg. Nach deren Aussterben wurde die Herrschaft von einem Rittergeschlecht übernommen, das sich später nach dem Ort Herren von Thüngen nannte. Die Geschichte Thüngens ist stark mit der Geschichte dieses Adelsgeschlechts verknüpft. Später war diese Familie Mitglied im Fränkischen Ritterkreis.
Im Jahre 1366 wurde erstmals ein Thüngener Bürger urkundlich genannt und 1419 die erste Dorfordnung erlassen. 1465 wurde Thüngen zur Stadt erhoben, was die Befestigung mit Mauern und Türmen sowie eine Stadtverfassung erlaubte. Zünfte durften eingeführt und Wochenmärkte abgehalten werden. Ab 1551 wurde mit Genehmigung der Herrschaft endgültig die Reformation eingeführt, was in den nächsten Jahrhunderten zu erheblichen Streitigkeiten zwischen den Konfessionen führte – vor allem, seit im Dreißigjährigen Krieg ein Teil des Dorfes unter die Herrschaft des Fürstbischofs in Würzburg kam (verwaltet vom Juliusspital). Eine jüdische Landgemeinde entstand im 16. Jahrhundert.

### 19. und 20. Jahrhundert
Am 28. Juni 1814 wurde Thüngen nach den Napoleonischen Kriegen endgültig dem Königreich Bayern zugesprochen. 1825 musste das Zunftwesen eingestellt werden. Offiziell wurde das Stadtrecht aber niemals aberkannt. 1846 wurde die heute noch bestehende Schlossbrauerei Thüngen durch Wilhelm, Wolfgang und Hanskarl von Thüngen gegründet. Nach der Fertigstellung der Werntalbahn fuhr am 16. April 1879 der erste Zug durch Thüngen.
In Gegenwart des Prinzen Ludwig von Bayern wurde am 18. Mai 1892 die Ludwigslinde auf dem Planplatz gepflanzt.
Im Oktober 1923 kam es in Thüngen bei einer Veranstaltung des 1922 von Gustav von Kahr gebildeten christlich-völkischen und monarchistisch-föderalistischen Bundes Bayern und Reich zu Auseinandersetzungen mit Dorfeinwohnern, bei denen ein Arbeiter ums Leben kam.
Von den 1933 noch 152 jüdischen Einwohnern wanderten bis 1940 viele aus, mindestens 50 Einwohner wurden aber deportiert und ermordet.
Seit 1978 bilden der Markt Thüngen, der Markt Zellingen und die Gemeinden Himmelstadt und Retzstadt die Verwaltungsgemeinschaft Zellingen.

### Einwohnerentwicklung
- 1961: 1367 Einwohner
- 1970: 1336 Einwohner
- 1987: 1341 Einwohner
- 1991: 1351 Einwohner
- 1995: 1432 Einwohner
- 2000: 1374 Einwohner
- 2005: 1319 Einwohner
- 2010: 1340 Einwohner
- 2015: 1332 Einwohner
- 2022: 1346 Einwohner (lt. Volkszählung)

## Politik

### Bürgermeister
1. Bürgermeister ist Lorenz Strifsky (SPD). Er wurde im Jahr 2014 Nachfolger von Klaus Enzmann (Freie Wähler). Am 15. März 2020 wurde Strifksy mit 56,5 % der Stimmen wiedergewählt.
2. Bürgermeister: Wolfgang Heß (Freie Wähler). 2014 erstmals gewählt und 2020 wiedergewählt.
3. Bürgermeisterin: Ursula Schmidt-Finger (SPD; seit 2020).

### Gemeinderat
Dem Marktgemeinderat gehören in der Wahlperiode 2020/2026 an:
- Freie Wähler (fünf Gemeinderäte): Wolfgang Heß (2. BGM), Kathrin Schilling, Werner Trabold, Ralf Reuter, Patrick Druschel
- SPD (fünf Gemeinderäte): Ursula Schmidt-Finger (3. BGM), Bernd Müller, Boris Lauer, Laurent Vigliione, Anna Nowogrotza
- CSU (zwei Gemeinderäte): Sebastian Heidenfelder, Dieter Weller

### Steuereinnahmen
Die Gemeindesteuereinnahmen betrugen im Jahr 2021 1432.000 €, davon betrugen die Grundsteuereinnahmen 118.000 €, die Gewerbesteuereinnahmen (netto) 438.000 €, der Anteil an der Einkommensteuer 778.000 € und an der Umsatzsteuer 93.000 €.

### Wappen
| Wappen von Thüngen | Blasonierung: „Durch eine erhöhte Scharte geteilt von Silber und Rot; oben ein goldener, mit drei gewellten roten Pfählen belegter Balken; unten zwischen zwei aufrechten goldenen Ähren ein silbernes Zahnrad.“ |
| Wappen von Thüngen | |

„Das Wappen ist geteilt von Silber und Rot, und zwar hier nicht durch eine Zinnenteilung wie in den ersten Entwürfen, sondern durch eine so genannte Scharte (zwischen zwei Zinnen), womit das Schloss als örtliches Wahrzeichen symbolisiert sein soll.
Oben (in Silber) das Stammwappen der Freiherren von Thüngen Lutz’scher Linie, unten in Rot ein silbernes, sechsspeichiges Zahnrad als Sinnbild für die ortsansässige Industrie (und damit auch für das Gewerbe) zwischen zwei goldenen Ähren als Hinweis auf die Landwirtschaft in der Gemeinde.“

## Wirtschaft und Infrastruktur

### Wirtschaft einschließlich Land- und Forstwirtschaft

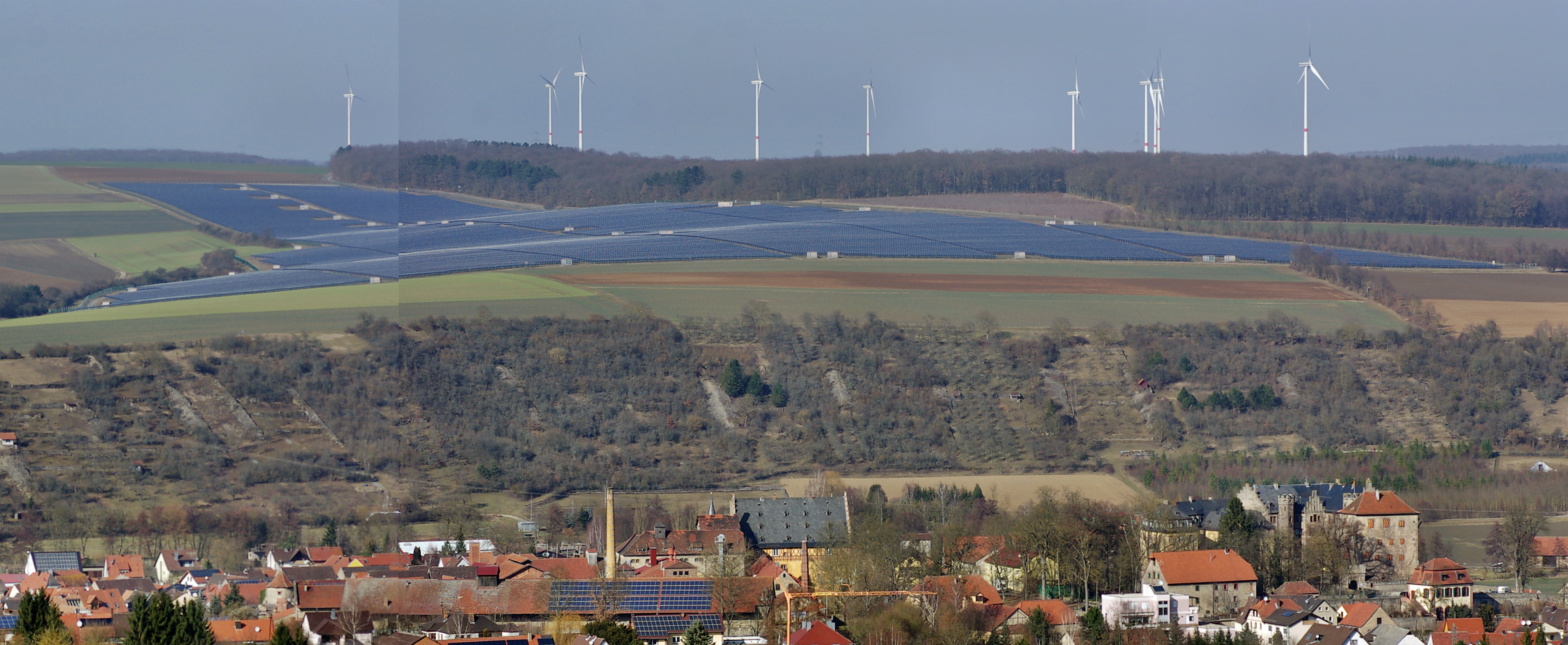
Thüngen mit Solarpark

Es gab 2012 nach der amtlichen Statistik im produzierenden Gewerbe 327 und im Bereich Handel und Verkehr elf sozialversicherungspflichtig Beschäftigte am Arbeitsort. In sonstigen Wirtschaftsbereichen waren am Arbeitsort 31 Personen sozialversicherungspflichtig beschäftigt. Sozialversicherungspflichtig Beschäftigte am Wohnort gab es insgesamt 550. Im verarbeitenden Gewerbe gab es einen Betrieb, im Bauhauptgewerbe drei Betriebe.
Landwirtschaftliche Betriebe bestanden im Jahr 2010 7 mit einer landwirtschaftlich genutzten Fläche von 763 ha (davon bewirtschaftet das „Hofgut“ der Freiherren von Thüngen allein über 300 ha).
Auf einem etwa 40 Hektar großen Feld des „Hofguts“ wurde im Jahr 2010 ein Solarpark errichtet – damals angeblich der größte Deutschlands, der „bis zu 30.000 Haushalte“ mit Strom versorgen können soll. Er liegt nördlich des Ortes auf dem Riedberg und ist schon von Weitem zu sehen.

### Ansässige Unternehmen
- SchmitterGroup: Automobilzulieferer
- Ammersbach GmbH: Konstruktionstechnik
- Hugo Kämpf GmbH & Co. KG: Sägewerk, das Holz für die Dresdner Frauenkirche ist aus diesem Werk
- Herbert Birnbaum Brotformenfabrik & Bäckereitechnik e. K., seit 1847, Brotformen aus Rattan/Holz und Kunststoff (Weltmarktführer), sowie div. Bäckereigeräte u. Spezialmaschinen
- Trachten-Benkert: Trachtenschneiderei und Landhausmode
- Kress-Bau GmbH: Bauunternehmen
- Burgbrauerei „Herzog von Franken“ (die ehemalige Schlossbrauerei)
- Fluri-Plast GmbH: Kunststoffbearbeitung

sowie weitere Klein- und Einzelunternehmen

### Verkehr
Thüngen wird durchquert von der B 26. Auf Höhe des ehemaligen Gasthofes Schwarzer Adler trifft die Staatsstraße 2437 mit Anschluss an die B 27 Richtung Würzburg auf die B 26. Die elektrifizierte Werntalbahn wird fast ausschließlich von Güterverkehrszügen befahren. Die sommerlichen Fahrradzüge – die einzigen Personenzüge der Werntalbahn – verkehren ohne planmäßigen Halt auf der Bahnstrecke. Das Bahnhofsgebäude wird privat bewohnt.
Öffentlicher Nahverkehr: Busse der OVF Richtung Karlstadt/Gemünden bzw. Arnstein/Schweinfurt.

## Kultur und Sehenswürdigkeiten

### Bauwerke

Schloss Thüngen

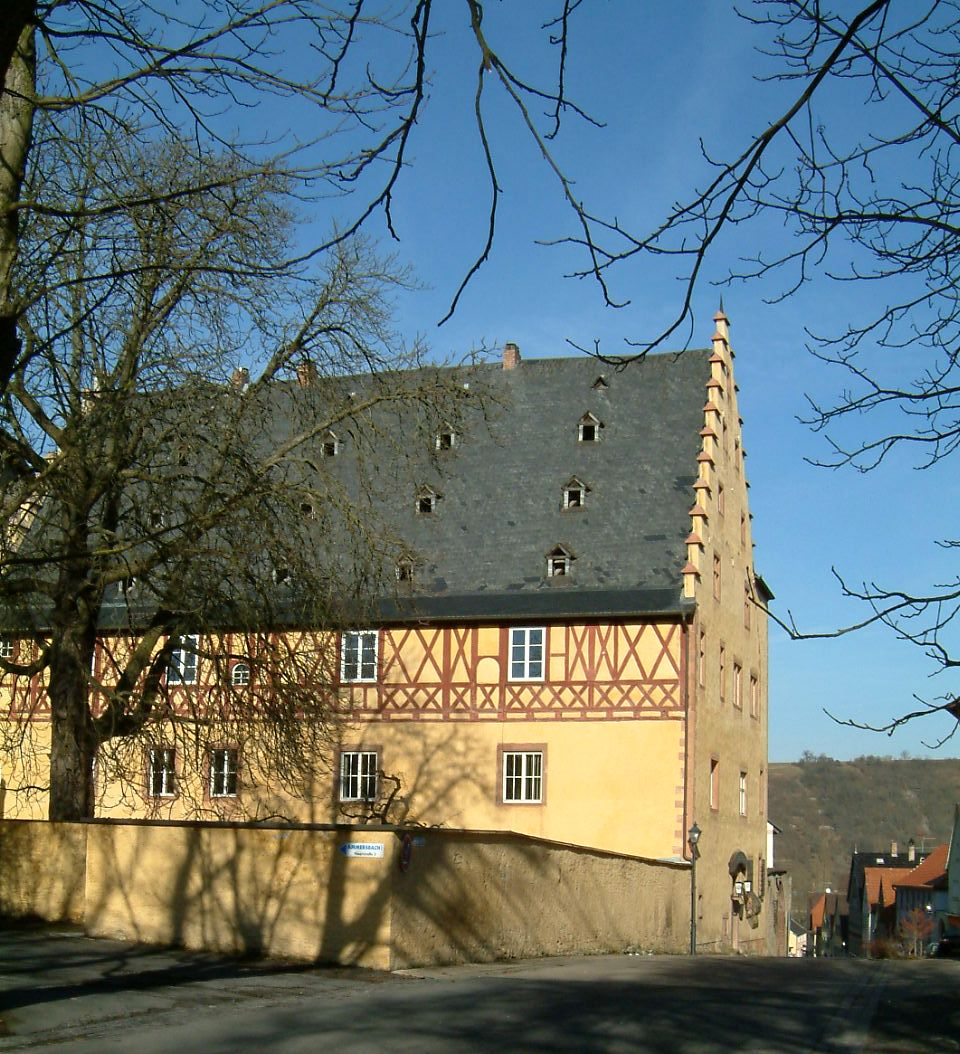
Burgsinner Schloss

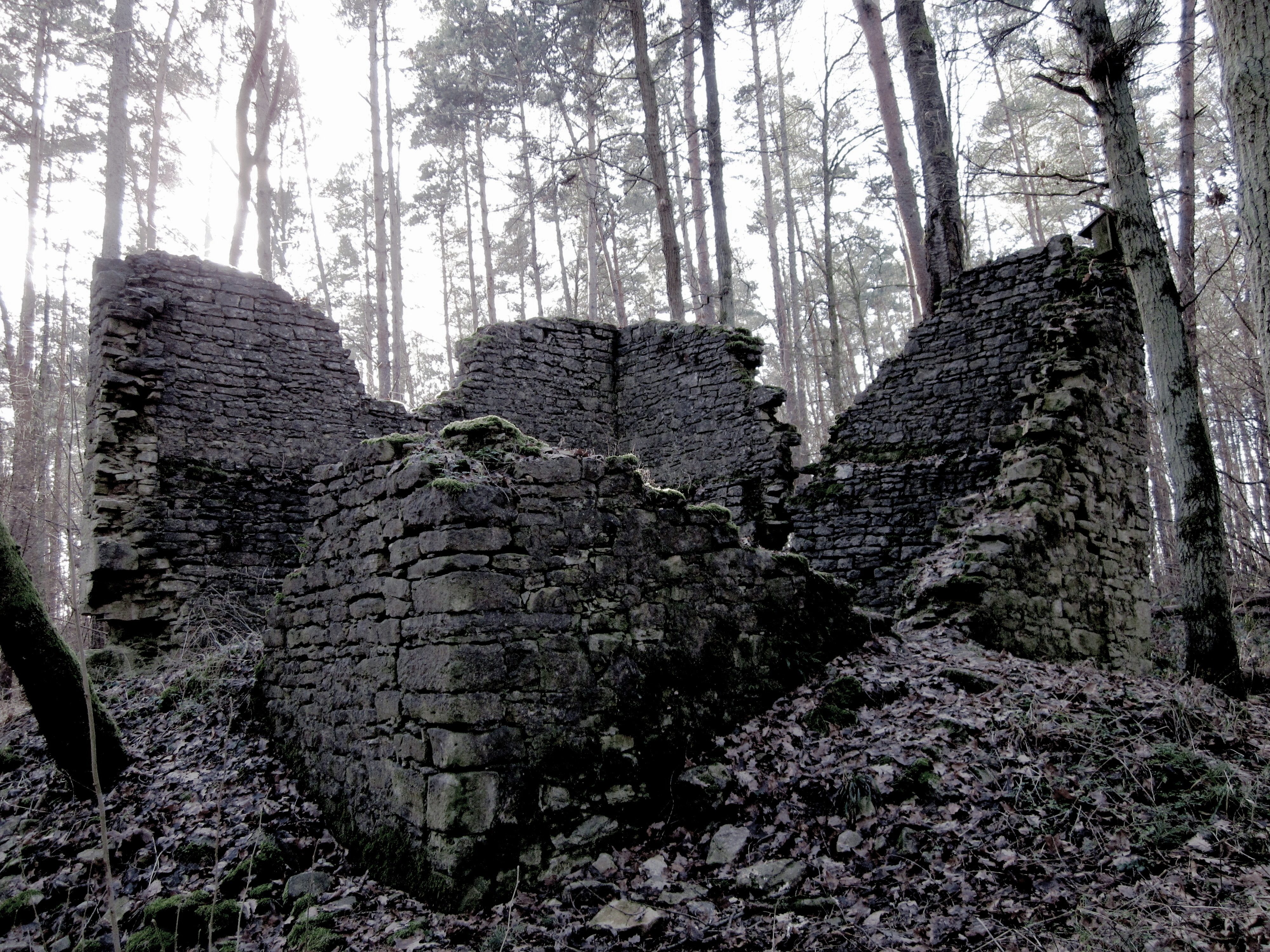
Blauer Turm

Östlich der Hauptstraße befindet sich in einem etwas verwilderten Park das „Burgschloss“ (49° 56′ 32,3″ N, 9° 51′ 31,3″ O) aus dem 16. Jahrhundert, daran angebaut das „Spitalschloss“ (49° 56′ 32,3″ N, 9° 51′ 33,1″ O) (ebenfalls aus dem 16. Jahrhundert, aber im 19. Jahrhundert im neugotischen Stil umgebaut und erweitert), die beide von Familien der Freiherren von Thüngen bewohnt werden. Südlich davon befindet sich der „Alte Stock“, ein Rest der frühmittelalterlichen Burganlage. Das „Burgsinner Schloss“ westlich der Hauptstraße (ebenfalls aus dem 16. Jh.) dient vorwiegend wirtschaftlichen Zwecken (Gutsverwaltung, Schlossbrauerei).
Vom vermutlich nach seinem ehemaligen blauen Schieferdach benannten Blauen Turm (49° 55′ 32,6″ N, 9° 49′ 53,2″ O) sind nur noch Mauerreste erhalten. Er wurde um 1400 zur Überwachung der Mainschifffahrt und zweier alter Straßen errichtet und liegt in einem Wäldchen an der Straße nach Retzbach; vom Main-Wanderweg ist er über einen kurzen, schmalen mit einem blauen Turmsymbol markierten Pfad erreichbar.
Die evangelische St.Georgskirche (Bild) in der Ortsmitte wurde im Dreißigjährigen Krieg zerstört und konnte wegen Besitzansprüchen des kath. Juliusspitals erst im 19. Jahrhundert wieder aufgebaut werden. Im Innenraum befinden sich sehenswerte Grabsteine der Familie von Thüngen. Am „Planplatz“ liegt auch das Rathaus aus der Gründerzeit.
Die ehemalige Synagoge in der Obergasse wurde 1938 beschädigt. Nach dem Krieg wurde sie an einen DDR-Flüchtling verkauft, der eine Handweberei betrieb; und ist heute zu einem Wohnhaus umgebaut. Im November 2007 wurde eine Gedenktafel angebracht.
An der Wern befindet sich ein historisches Wehr (diente bis in den 1950er Jahren zur Bewässerung der Wiesen) sowie das „Waaghäuschen“ (ehem. Viehwaage).

### Vereine
Der FC 1920 Thüngen ist der größte Ortsverein der Marktgemeinde Thüngen.
Er bietet in den verschiedenen Abteilungen von Fußball, Fasching und Turnen bis hin zu Tennis und Tischtennis zahlreiche sportlich sowie gesellschaftlich Attraktive Angebote.
Besonderer Wert wird hierbei auf die nachhaltige Förderung und Integration der Jugendlichen gelegt.

### Kirchweih
Jedes Jahr am letzten Septemberwochenende richtet der FC 1920 Thüngen e. V. die „Thüngener Kirchweih“ aus.

## Bildung
Es gibt folgende Einrichtungen:
- Kindertagesstätte mit Hort: 50 Kindergartenplätze mit etwa 50 Kindern
- Grundschule mit weniger als zehn Lehrern und weniger als 100 Schülern

## Persönlichkeiten
- Ruben Moses Eschwege (1890–1977), deutschamerikanischer jüdischer Kantor
- Karl-Heinz Müller (1936–2021), in Thüngen geborener Jurist, Politiker und Mitglied des Bayerischen Landtags
- Uta-Brigitte Müller (* 1946), in Thüngen geborene Lehrerin, Politikerin und Mitglied des Brandenburgischen Landtags